# Muzio-Gambit
Das Muzio-Gambit oder Muzio-Polerio-Gambit ist eine Eröffnungsvariante im Schach, die sich aus dem Königsspringergambit ergibt. Ihr ECO Code ist C37.

## Geschichte
Das Muzio-Gambit war bereits den italienischen Meistern des frühen 17. Jahrhunderts bekannt, Giulio Cesare Polerio und Alessandro Salvio erwähnen es in ihren Schriften. Benannt ist es nach dem ansonsten nicht weiter hervorgetretenen Spieler Muzio d’Alessandro aus Neapel. Das Gambit ist typisch für die Spielauffassung dieser Zeit: Schneller und kompromissloser Angriff auf den gegnerischen König, auch wenn dafür eigenes Material geopfert werden muss.
Im 19. Jahrhundert war die Variante sehr populär. Der Theoretiker Jacob Henry Sarratt widmete ihr in seinem Buch New treatise on the game of chess (1821) fast hundert Seiten. Angriffsspieler wie Adolf Anderssen, Johannes Zukertort und Michail Tschigorin erzielten glänzende Erfolge damit. Allerdings wurden im Laufe der Zeit immer bessere Verteidigungsstrategien entdeckt, so dass das Muzio-Gambit langsam aus der Turnierpraxis verschwand.
Bobby Fischer resümierte in seinem 1969 erschienenen Buch My sixty memorable games, dass im Muzio-Gambit nichts „Romantisches“ mehr liege, da es bis zum Remis ausanalysiert sei.
Trotzdem ist das Muzio-Gamit aus der modernen Turnierpraxis nicht vollständig verschwunden, so gewann zum Beispiel der Großmeister Alexei Schirow mit dem Muzio-Gambit eine Partie gegen Lapinski.

## Eröffnungstheorie
|   | a | b | c | d | e | f | g | h |   |
| 8 |   |   |   |   |   |   |   |   | 8 |
| 7 |   |   |   |   |   |   |   |   | 7 |
| 6 |   |   |   |   |   |   |   |   | 6 |
| 5 |   |   |   |   |   |   |   |   | 5 |
| 4 |   |   |   |   |   |   |   |   | 4 |
| 3 |   |   |   |   |   |   |   |   | 3 |
| 2 |   |   |   |   |   |   |   |   | 2 |
| 1 |   |   |   |   |   |   |   |   | 1 |
|   | a | b | c | d | e | f | g | h |   |

Stellung nach 5. … g4xf3 6. Dd1xf3
Nach den einleitenden Zügen
1. e2–e4 e7–e5 2. f2–f4 e5xf4 3. Sg1–f3 g7–g5 4. Lf1–c4 g5–g4 bietet Weiß mit 5. 0–0 ein Springeropfer an.
Zwar kann dies mittels 5. … d5 6. Lxd5 Sf6 abgelehnt werden. Meist folgt jedoch 5. … g4xf3
6. Lc4xf7+ ist das Polerio-Supergambit. 6. … Ke8xf7 7. Dd1xf3 Dd8–f6! versucht die Damen zu tauschen. Der schwarze Materialvorteil ist dann zu groß.
- 8. Sb1–c3! gilt als beste Fortsetzung.[3]
- 8. d2–d4!? Df6xd4+ 9. Lc1–e3. Der letzte Zug greift die schwarze Dame an und blockiert das Schachgebot. Der Bauer auf f4 kann den Läufer nicht schlagen da er gefesselt ist. 9. … Dd4–f6 (9. … Dd4xe3?? 10. Df3xe3 Der Bauer f4 ist nun durch den Turm auf f1 gefesselt) 10. Sb1–c3 Sg8–e7! (10. … f4xe3?? 11. Df3–h5+ gefolgt von 12. Tf1xf6 und die Dame geht verloren), Joung–Frank James Marshall.[4]

Die Hauptfortsetzung ist 6. Dd1xf3 Die Kompensation des Weißen für den Materialverlust besteht in Entwicklungsvorsprung und einem starken Druck auf den schwachen Punkt f7.
6. … Dd8–e7 droht mittels De7–c5+ den ungedeckten Läufer auf c4 zu erobern. 7. d2–d4! Sb8–c6 MacDonnell–Joseph Henry Blackburne
6. … Lf8–h6 7. d2–d4
Nach dem meistgespielten Zug 6. … Dd8–f6 kann Weiß mittels 7. e4–e5!? einen weiteren Bauern opfern, um Linien gegen den schwarzen König zu öffnen. 7. d2–d3 gilt als sicherer für Weiß Sb8–c6! 8. Lc1xf4 d7–d6 9. Sb1–c3 Lc8–e6 10. Sc3–d5 Df6–d8 gilt als zu langsam für Weiß. 7. Sb1–c3 Df6–d4+ 8. Kg1–h1 Dd4xc4 9. b2–b3 ist ein anderer Versuch.
Nach 7. … Df6xe5 gibt es:
|   | a | b | c | d | e | f | g | h |   |
| 8 |   |   |   |   |   |   |   |   | 8 |
| 7 |   |   |   |   |   |   |   |   | 7 |
| 6 |   |   |   |   |   |   |   |   | 6 |
| 5 |   |   |   |   |   |   |   |   | 5 |
| 4 |   |   |   |   |   |   |   |   | 4 |
| 3 |   |   |   |   |   |   |   |   | 3 |
| 2 |   |   |   |   |   |   |   |   | 2 |
| 1 |   |   |   |   |   |   |   |   | 1 |
|   | a | b | c | d | e | f | g | h |   |

Stellung nach 5. … g4xf3 6. Dd1xf3 7. e4–e5 Df6xe5
- das radikale, aber nicht ganz korrekte „doppelte Muzio-Gambit“ 8. Lc4xf7+ Ke8xf7 9. d2–d4 De5–f5 (nicht so gut ist 9. … Df6xd4+ 10. Lc1–e3 Dd4–f6 11. Le3xf4 mit starkem Angriff)
- das meistgespielte 8. d2–d3 Lf8–h6 9. Sb1–c3 Sg8–e7 10. Lc1–d2 Sb8–c6 11. Ta1–e1. Diese Variante galt lange als vorteilhaft für Weiß, diese Einschätzung wurde jedoch durch den von Louis Paulsen 1860 in die Praxis eingeführten Zug 11. … De5–f5 in Frage gestellt. Die anscheinend zum Remis führende Hauptvariante mit 12. Sc3–d5 Ke8–d8 13. Df3–e2 (Lean-Angriff) Df5–e6 14. Sd5xe7 De6xe7 15. Ld2–c3 Th8–g8 16. Df3–h5 De7–g5 17. Tf1–f2 wird durch Tg8–f8! (anstelle von Dxh5? 18. Lf6+ Se7 19. Lxe7+ Ke8 20. Ld6+ remis) widerlegt, wonach Schwarz entscheidenden Vorteil hat (Stefan Bücker/Thomas Stock, 1997).[8]

- 8. Sb1–c3!? Weiß opfert eine weitere Figur. 8. … De5–d4+ 9. Kg1–h1 Dd4xc4 10. d2–d3 Polerio–N.N, Italien um 1590

5. Sf3–e5 wird Salvio-Gambit genannt.
5. Sb1–c3 g4xf3 6. Dd1xf3 ergibt das McDonnell-Muziogambit. 5. Sb1–c3 Sb8–c6 6. 0–0 ist das Hamppe-Muzio-Gambit.
5. d2–d4 ist das Ghulam-Kassim-Gambit.
Das Lolli-Gambit 5. Lc4xf7+ ist nach Giambattista Lolli benannt.